# Jaafar Jackson
Jaafar Jeremiah Jackson (Los Angeles, 1996. július 25. –) amerikai származású énekes, táncos és színész. Jermaine Jackson és Alejandra Genevieve fia. Nagybátyja a néhai világsztár, Michael Jackson.
Jackson tőbb zene videoklipjében szerepelt, és játszott a The Jacksons: Next Generation című valóságshowban is. Első kislemezét 2019-ben adta elő, mely a "Got Me Singing" nevet kapta. Legközelebbi filmes szereplésében nagybátyját, Michael Jacksont fogja játszani a jövőbeli filmben, a Michaelben.

## Fiatalkora
Jaafar Jackson Los Angelesben született 1996. július 25-én. Apja Jermaine Jackson a Jackson családból, anyja pedig Alejandra Genevieve Oaziaza, aki korábban Randy Jacksonnal járt. 12 évesen kezdett énekelni és táncolni. Arra is vágyott, hogy profi golfjátékos legyen. 2010-ben, amikor tizenhárom éves volt, Jackson családja ellen a rendőrség és a gyermekvédelmi erők nyomozást indítottak a Los Angeles-i Encinóban, miután az interneten vásárolt egy kábítófegyvert.

## Karrierje
Jackson Sam Cooke és Marvin Gaye dalainak feldolgozásával kezdte. 2019-ben kiadta első kislemezét, a "Got Me Singing"-et. 2021-ben családjával kapcsolatos projektekben szerepelt, köztük a The Jacksons: Next Generation valóságshowban és Tito Jackson "Love One Another" című klipjében Az Empire szerint "tehetséges énekesként és táncosként magabiztosan lépett a közösségi média színpadára".
Két évnyi színészválogatás után, Jackson-t választották a vezető szerepre a 2025-ben debütáló életrajzi filmben, melyben nagybácsiját Michael Jackson-t, a film főszereplőjét fogja játszani. A filmet Antoine Fuqua fogja rendezni a Lionsgate segítségével. Michael anyja, Katherine Jackson is jóváhagyta a szereposztást, saját elmondása szerint a szerep " megtestesíti" a fiát. Jaafar Instagram oldalán úgy nyilatkozott "megtisztelve érzi magát, hogy ő kaphatta ezt a szerepet". A film főforgatását 2023-ban, november 27-én kezdték el, a Kaliforniai Los Angelesben. Készülő filmjéről ezután nem sokkal már kiszivárogtak felvételek, melyeken már a főszereplőt játssza. 2024, február 14.-én kiadott még egy kislemezt "Rebirth of Michael" címen.

## Magánélete
Jacksonnak egy testvére, Jermajesty Jermaine Jackson (szül. 2000), és számos féltestvére van a szülei korábbi kapcsolataiból. Jackson elmondta, hogy családja mellett olyan művészek inspirálják, mint Bruno Mars, Frank Sinatra és Stevie Wonder.

## Fordítás
Ez a szócikk részben vagy egészben  a   Jaafar Jackson című angol Wikipédia-szócikk ezen változatának fordításán alapul.  Az eredeti cikk szerkesztőit annak laptörténete sorolja fel. Ez a jelzés csupán a megfogalmazás eredetét és a szerzői jogokat jelzi, nem szolgál a cikkben szereplő információk forrásmegjelöléseként.